# Abelardo Alvarado Alcántara
Abelardo Alvarado Alcántara (* 8. Juni 1933 in Acambay; † 3. Juli 2021) war ein mexikanischer Geistlicher und römisch-katholischer Weihbischof in Mexiko.

## Leben
Abelardo Alvarado Alcántara empfing am 26. Oktober 1958 die Priesterweihe. Er war in der Priesterausbildung und in der Pfarrseelsorge tätig. Von 1984 bis 1986 war er Rektor des Priesterseminars.
Papst Johannes Paul II. ernannte ihn am 26. April 1985 zum Titularbischof von Thysdrus und zum Weihbischof in Mexiko. Der Erzbischof von Mexiko, Ernesto Kardinal Corripio y Ahumada, spendete ihm am 14. Juni desselben Jahres die Bischofsweihe; Mitkonsekratoren waren die Weihbischöfe Jorge Martínez Martínez und Francisco María Aguilera González. Von 1986 bis 1997 war er Bischofsvikar der Pastoralzone III.
Von 1993 bis 1998 war er Redaktionschef von Nuevo Criterio, der Zeitung der Erzdiözese Mexiko. Er war Generalsekretär der Conferencia del Episcopado Mexicano (CEM), der mexikanischen Bischofskonferenz, von 1997 bis 2004.
Am 22. Juli 2008 nahm Papst Benedikt XVI. sein aus Altersgründen vorgebrachtes Rücktrittsgesuch an. Weiterhin war er als Militärseelsorger (Capellán de las Fuerzas Armadas) tätig. Er starb im Juli 2021 im Alter von 87 Jahren.